# Живець (садівництво)

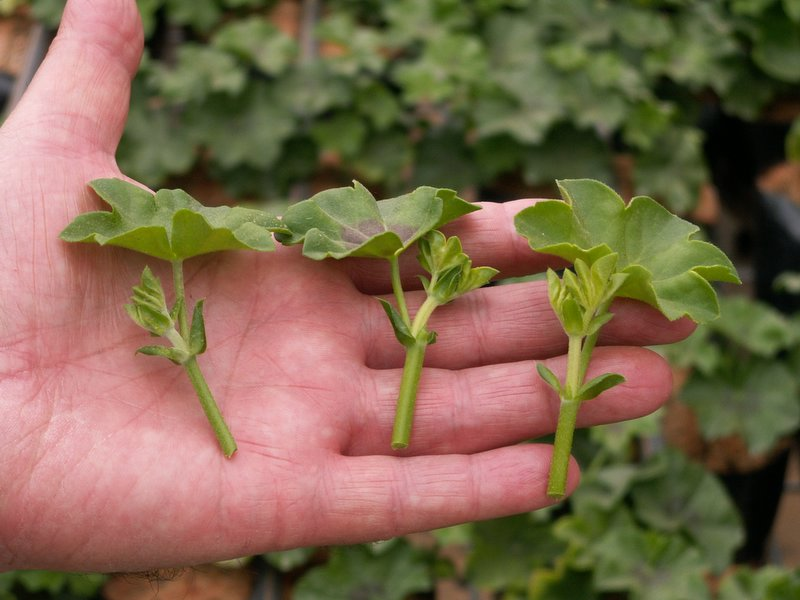
Підготовлені до посадки стеблеві зелені живці

Живе́ць — корінці, паростки чи бокові гілки, які використовуються для вегетативного розмноження рослин. Вирощування рослин за допомогою живців називається живцюванням.
Посаджений в субстрат для вкорінення, живець, розвиваючи коріння і бруньки, виростає в нову рослину. Вирощена з живця рослина зберігає властивості та ознаки маточної (материнської).
Зазвичай живці роблять з пагонів, повністю здерев'янілих — без листя (порічка, виноград, айва, інжир), або зелених — з листям (порічка, слива домашня, вишня, виноград, аґрус), але можна робити живці також зі стебел трав (Флокс), навіть однорічних. Від деяких деревних і трав'янистих корнеотприскових рослин (малина звичайна, ожина, тополя біла, молоді сіянці яблуні, флокс) беруть живці з коренів (кореневі живці), такі живці розвивають додаткові бруньки, що виростають в нові рослини.